# Hesarak bala
Hesarak Bala es un barrio ubicado en el noroeste de Karaj y en el Distrito 6 del Municipio de Karaj.

## Ubicación geográfica y urbana
Este vecindario conduce desde el norte hasta el bulevar anónimo Sarbazan Gomnam, desde el sur hasta la calle Shahid Beheshti (Qazvin Old Road), desde el este hasta la calle Qalam y desde el oeste hasta el bulevar Kharazmi. Hesarak Bala está delimitada al oeste por Karaj (Pishhangi), al este por el vecindario Gohardasht, al norte por el vecindario Shahin Villa y al sur por el vecindario Hesarak Pa'in.

## Ecología
Hesarak Bala se define culturalmente casi uniculturalmente y cuenta con instalaciones culturales y centros educativos. Varias escuelas y centros universitarios, especialmente el Teacher Training College, han contribuido al desarrollo de la cultura y el carácter social de la región. 

La gente del alto Hesarak era casi de diferentes etnias, y sus antecedentes históricos también son altos. Aunque la población de esta región se compone de diferentes grupos étnicos, pero basada en la antigüedad y la civilización de la tierra, se puede ver una sola cultura. Se puede decir que la mayoría de la gente de Hesarak es del norte y, por supuesto, también se pueden ver otros grupos étnicos en Irán, como Yazdi, Kermani, Isfahani, etc.
Se puede decir que el área de Hesarak Bala es una de las áreas más adecuadas para vivir. Además, esta región tiene un clima templado y las condiciones de vivienda y tierra son más adecuadas que otras áreas de Karaj. Debido al famoso Bazar Hesarak, la comida y los puerros de esta región son el factor más importante para elegir esta región. 

El área superior de Hesarak tiene una gente genuina, compasiva, emocional y sociable, para que se vean bien en la comunicación social. Teniendo en cuenta el cambio y la evolución de los comportamientos y modales sociales que se pueden ver en la ciudad de Karaj, se puede decir que las personas de esta región tienen estabilidad intelectual y masculinidad superflua, y por supuesto, la estabilidad de su comportamiento y desempeño social es admirable en muchos campos. Es.
Director del Departamento de Sociología del Museo de Historia de Karaj.

## Centros de investigación científica
El "Instituto de Investigación de Vacunas en Suero Razi" es la compañía de producción de vacunas activas más antigua de Irán. El instituto, ubicado en la región de Hesarak Bala de la provincia iraní de Alborz, produce anualmente más de 3.500 millones de dosis de una variedad de productos biológicos. 

El instituto está ubicado en la antigua carretera de Qazvin, que ahora ha sido renombrada calle Shahid Beheshti. Esta ruta en sí es parte de la Ruta de la Seda, que se encuentra entre las ciudades de Qazvin y Rey. Durante el período Qajar, el instituto se utilizó como centro de tratamiento para caballos, jinetes, correos y ganado. Después de la Primera Guerra Mundial, debido al Tratado de Turkmenchay, Turkmenchay, el estado privado de Qajar sufrió hambre y enfermedades infecciosas generalizadas en las personas y el ganado. Más tarde fue rebautizado como "Razi Cooling Company" y luego rebautizado como "Razi Vaccine and Serum Research Institute" por orden de Reza Shah Kabir. 

La actividad principal del centro se centró en la peste del ganado, pero luego se expandió para producir una variedad de vacunas y sueros para uso médico y veterinario. Después de la Segunda Guerra Mundial, el instituto fue ocupado por las fuerzas del Ejército Rojo durante varios años, y construyó varios edificios militares en el instituto.

La Universidad de Kharazmi es una de las universidades públicas afiliadas al Ministerio de Ciencia, Investigación y Tecnología de Irán, que lleva el nombre del gran científico iraní Mohammad bin Musa Kharazmi.
La historia del establecimiento de esta universidad se remonta a 1297 y es una de las universidades más antiguas de Irán.
La universidad ha cambiado de nombre varias veces y se ha agregado un campus en Karaj. En la actualidad, la Universidad de Kharazmi acepta estudiantes en diversos campos de las ciencias básicas, humanidades, humanidades, ciencias de la educación e ingeniería en varios niveles, desde pregrado hasta doctorado.
En 1312, el nombre de esta universidad se cambió de "Dar Al-Moallem Alin Aali" a "Aali Daneshvar" y en 1353 se cambió a "Tarbiat Moallem" University. El cambio de nombre de esta universidad a
 
"Universidad de Kharazmi" fue aprobado por el Consejo de Desarrollo de Educación Superior del Ministerio de Ciencia en 1981 y 1982, y desde febrero de 2012, la universidad ha sido renombrada oficialmente como 

"Universidad deKharazmi".
La Facultad de Ingeniería y Tecnología de esta universidad siempre se considera una de las mejores facultades de la Universidad de Kharazmi, por lo que en dos años,

1397-98, fue seleccionada como la mejor facultad de la Universidad de Kharazmi.

## principales calles y bulevares
Las calles principales incluyen Shahid Beheshti, Kharazmi, Ghalam, Soldados Anónimos, Azadi, Imam Khomeini, Kaveh, Khoshboui, Khorasani, Mohammadi y Sassanids.

## Índice de lugares
- Universidad de Kharazmi
- Instituto de Investigación de Vacunas y Sueros Razi
- | Shahid Rajaei Heart Hospital
- Universidad Técnica Vocacional Karaj
- Hospital Kosar
- Complejo Comercial Alborz Mall

- Datos: Q5745521